# Treyvaux
Treyvaux är en ort och kommun i distriktet Sarine i kantonen Fribourg, Schweiz. Kommunen hade 1 596 invånare (2023).